# Нижняя Кочёма
Ни́жняя Кочёма — река в Иркутской области и Красноярском крае России, левый приток Нижней Тунгуски. Длина реки — 172 км (от истока Хоя — 181 км). Площадь водосборного бассейна — 2970 км².
Исток реки находится в Эвенкийском районе Красноярского края на Среднесибирском плоскогорье, на высоте более 328 м над уровнем моря. Преимущественно течёт в восточном и юго-восточном направлении. После пересечения границы с Иркутской областью принимает свой крупнейший приток, реку Хой. Русло реки активно меандрирует, берега участками заболочены. Впадает в Нижнюю Тунгуску по левому берегу на отметке 239 м над уровнем моря, ниже впадения Средней Кочёмы, в 1846 км от устья Нижней Тунгуски. Ширина перед устьем — до 45 м при глубине 0,7-1,4 м; скорость течения в низовьях составляет 0,5-0,7 м/с. 

## Основные притоки
Указаны поименованные притоки длиной 20 км и более
| Название   | Расстояние от устья | Длина | Положение |
| ---------- | ------------------- | ----- | --------- |
| Дулисма    | 39                  | 28    | правый    |
| Чесытангет | 63                  | 24    | левый     |
| Оллёгно    | 77                  | 52    | левый     |
| Хой        | 99                  | 82    | правый    |
| Амнуннда   | 132                 | 20    | левый     |
| Уваскит    | 141                 | 24    | левый     |

## Данные водного реестра
По данным государственного водного реестра России и геоинформационной системы водохозяйственного районирования территории РФ, подготовленной Федеральным агентством водных ресурсов:
- Бассейновый округ — Енисейский
- Речной бассейн — Енисей
- Речной подбассейн — Нижняя Тунгуска
- Водохозяйственный участок — Нижняя Тунгуска от истока до водомерного поста посёлка Кислокан
- Код водного объекта — 17010700112116100067930